# Fideos coreanos
Los fideos coreanos son tipos o recetas de fideo de la gastronomía de Corea que se denominan colectivamente guksu en coreano nativo o myeon en hanja. La preparación y cocinado de los fideos es relativamente simple, así que su historia es más antigua que la del pan, datando de aproximadamente el 6000 a. C. o 5000 a. C. en Asia. Aunque los fideos se consumían en Corea desde muy antiguo, las cosechas de trigo eran menores que otras, por lo que no pasaron a la dieta diaria hasta 1945. Los fideos de alforfón (memil guksu) y trigo (milguksu) eran recetas especiales para cumpleaños, bodas y ocasiones favorables, pues se creía que su forma larga y continua estaba relacionada con la dicha de la longevidad y el matrimonio duradero.
En coreano, los platos de fideos tradicionales son onmyeon o guksu jangguk (fideos con caldo claro caliente), naengmyeon (fideos de alforfón fríos), bibim guksu (fideos fríos mezclados con verduras), kalguksu (fideos cortados a cuchillo) y kongguksu (fideos con caldo de soja). En la cocina cortesana, el baekmyeon (literalmente ‘fideos blancos’), consistente en fideos de alforfón y caldo de faisán, era considerado el plato de fideos de mejor calidad. En verano se tomaban  naengmyeon con una sopa fría mezclada con dongchimi (kimchi de rábano aguado) y caldo de falda de ternera.

## Fideos por ingrediente

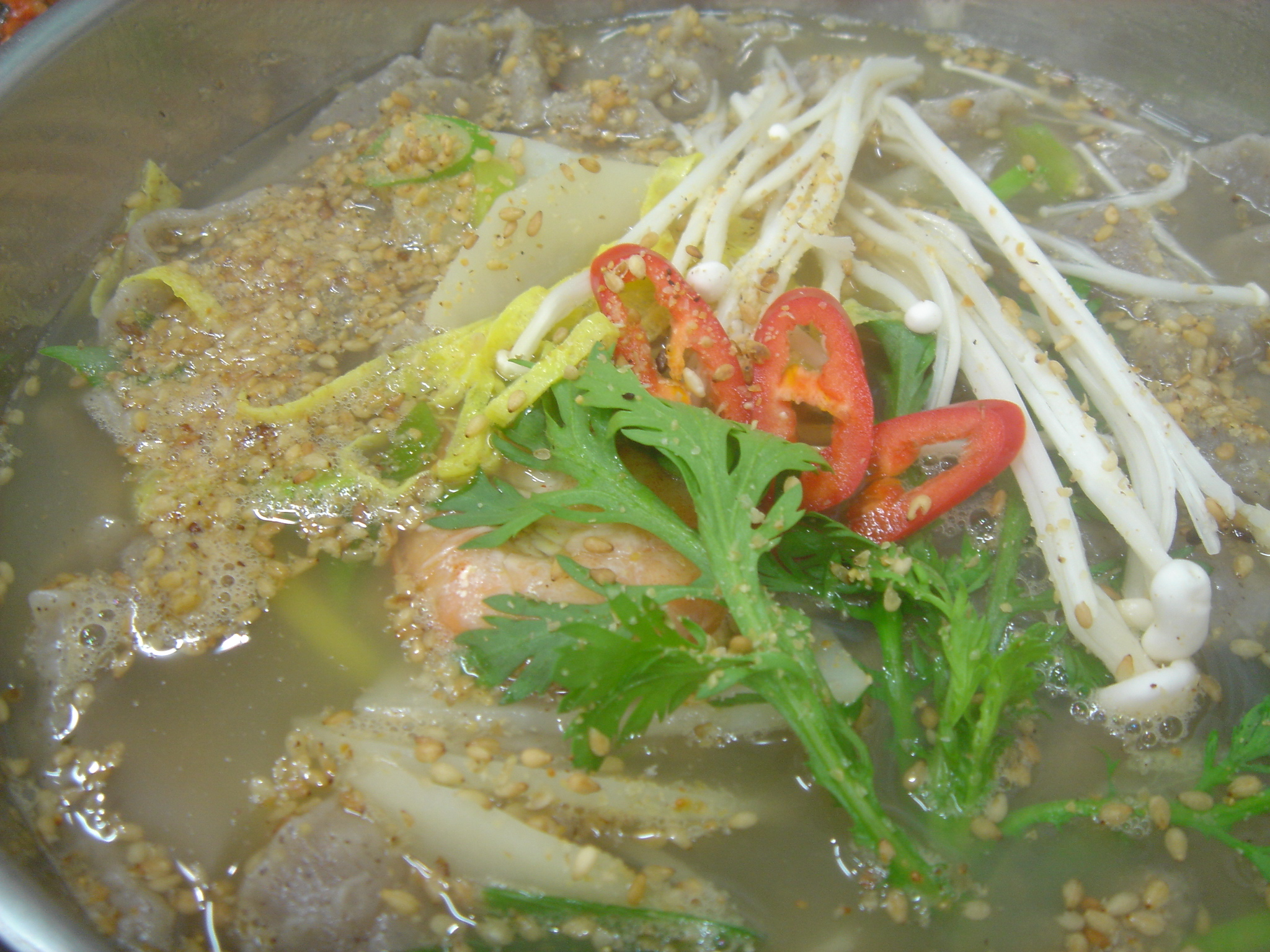
Memil guksu.

- Dangmyeon (당면; fideos celofán), hechos de almidón de batata.
- Memil guksu (메밀국수), fideos de alforfón parecido a los fideos soba japoneses.
- Olchaengi guksu (올챙이국수), fideos hechos de harina de maíz seca que se comen en lugares montañosos como la provincia de Gangwon.[3]
- Gamja guksu (감자국수), fideos hechos de una mezcla de almidón de patata, harina de arroz y harina de arroz glutinoso.[4]
- Gamjanongma guksu (감자농마국수), fideos hechos de almidón de patata que tienen una textura masticable. Son una especialidad local de la provincia de Hwanghae.[5]
- Somyeon, fideos de harina de trigo muy finos, parecidos a los sōmen japoneses.
- Dotori guksu, fideos hechos de harina de bellota.[6]
- Chilk guksu (칡국수), fideos de kudzu y alforfón.[7]
- Ssuk kalguksu (쑥칼국수), fideos de artemisia del Japón y harina de trigo.[8]
- Hobak guksu (호박국수), fideos de calabaza y harina de trigo.[9]
- Kkolttu guksu (꼴뚜국수), fideos de harina de alforfón y harina de trigo.[10]
- Cheonsachae, fideos traslúcidos[11] hechos del extracto parecido a gelatina que queda tras hervir kombu, sin añadir harina ni almidón de cereal. Son insípidos, por lo que suelen comerse en una ensalada ligera tras condimentarse o se sirven como guarnición bajo saengseon hoe (pescado crudo cortado). El cheonsachae tiene una textura masticable y es bajo en calorías.[12]

## Platos de fideos

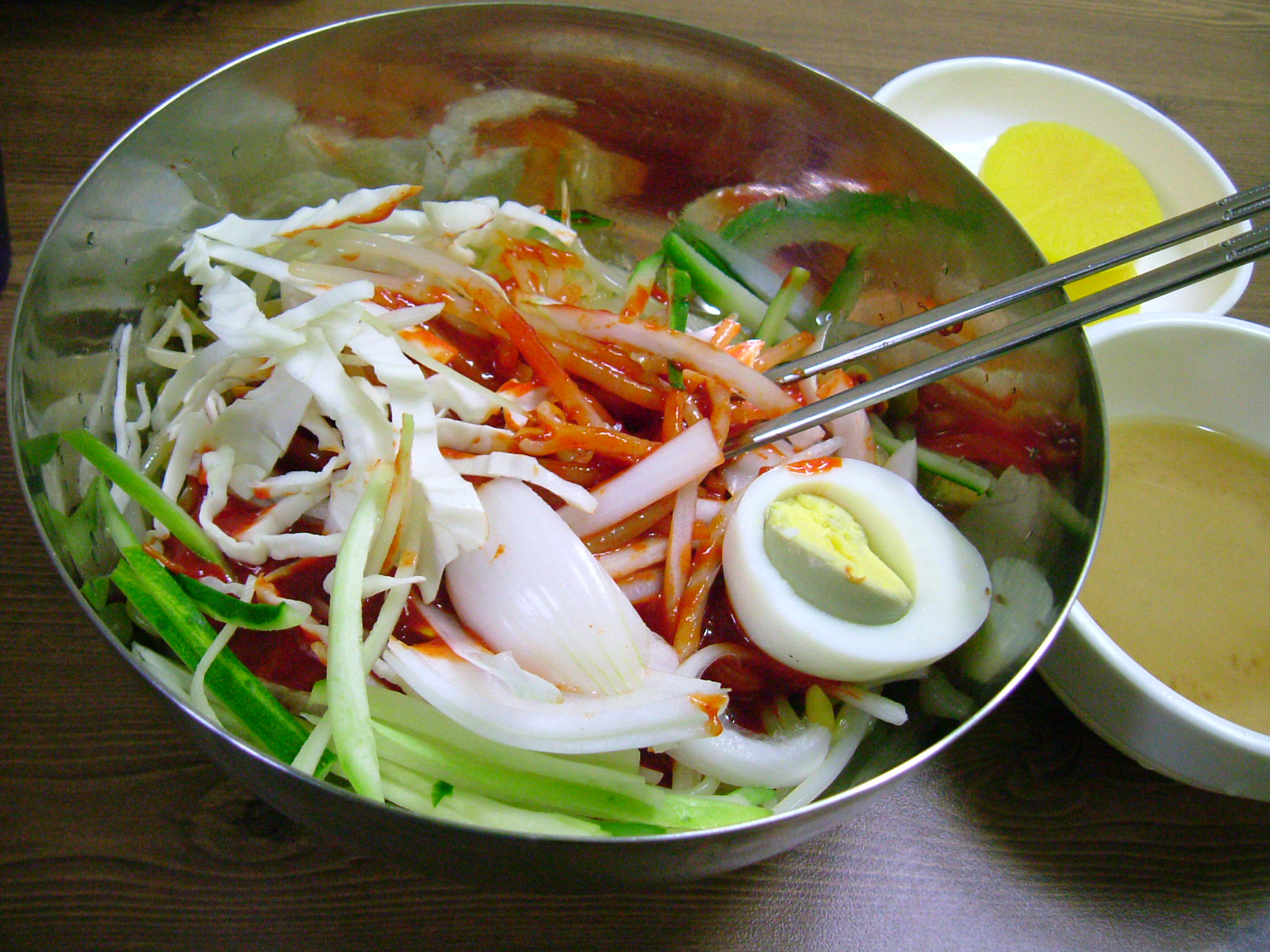
Jjolmyeon.

### Banchan
- Japchae, dangmyeon (fideos celofán) salteados con tiras finas de ternera y verdura. Puede servirse frío o caliente.[13]

### Fideos procedentes de China
- Jajangmyeon, fideos gruesos de harina de trigo cubiertos con pasta de soja negra frita y otros ingredientes.
- Jjamppong (짬뽕), sopa de fideos picante.

### Sopas de fideos calientes

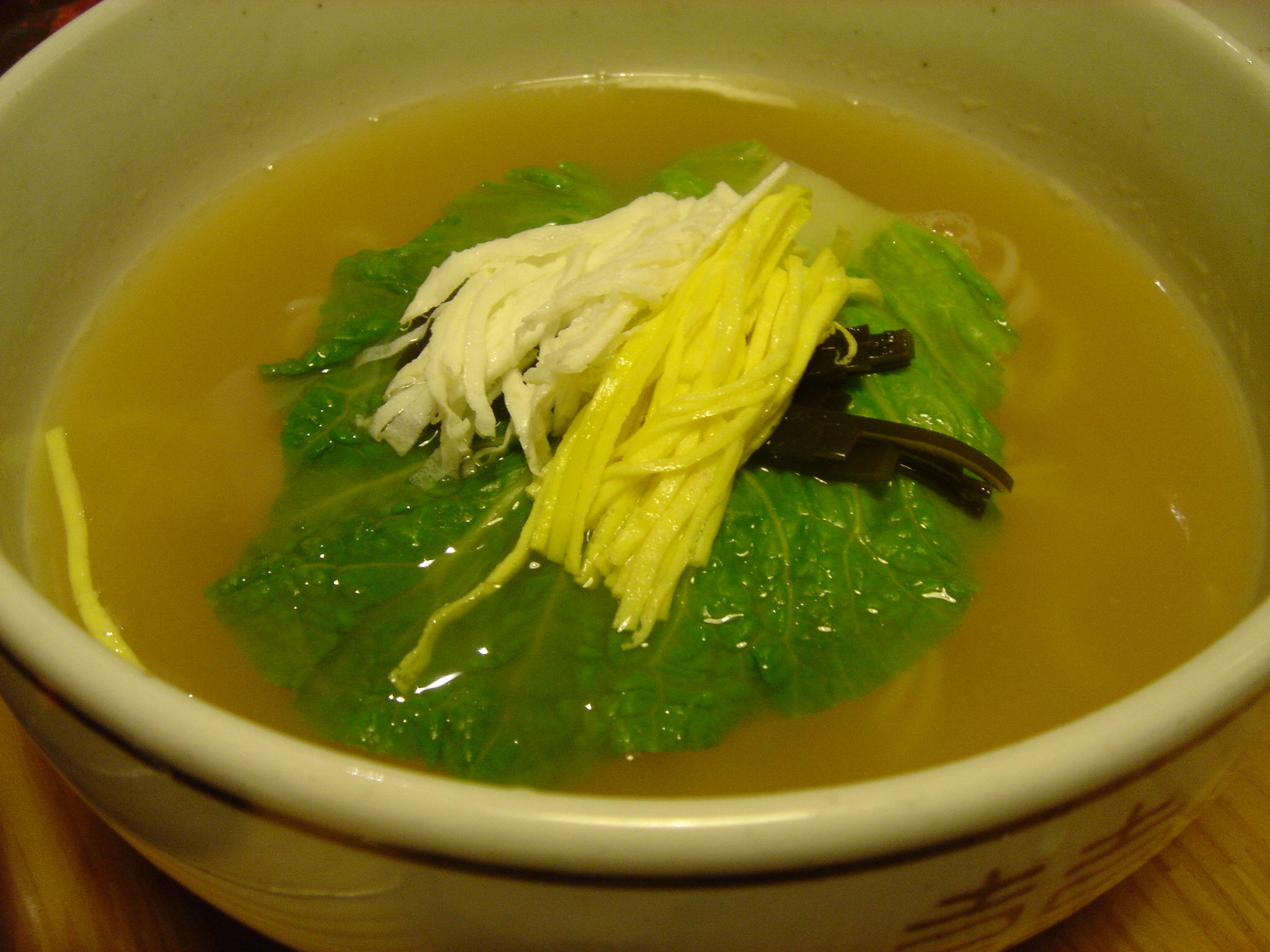
Gomguksu.

- Janchi guksu, fideos de harina de trigo en un caldo claro hecho con anchoas y opcionalmente dashima o caldo de ternera. Se sirve con una salsa hecha con aceite de sésamo, salsa de soja, cebolleta y una pequeña cantidad de guindilla en polvo. Se cubre con tiras finas de jidan (지단), o huevo frito, gim y calabacín como guarnición. El nombre procede de la palabra janchi (잔치, festín o banquete), porque el plato ha sido consumido en ocasiones especiales como banquetes de boda, fiestas de cumpleaños o hwangab (celebración del 60.º cumpleaños) en Corea.[14]
- Kalguksu, fideos de harina de trigo cortados a cuchillo, servidos en un cuenco grande con caldo a base de marisco y otros ingredientes.
- Gomguksu (곰국수), fideos de harina de trigo en un caldo de gomguk o gomtang que se hace cociendo huesos o cartílago de ternera.

### Sopas de fideos frías

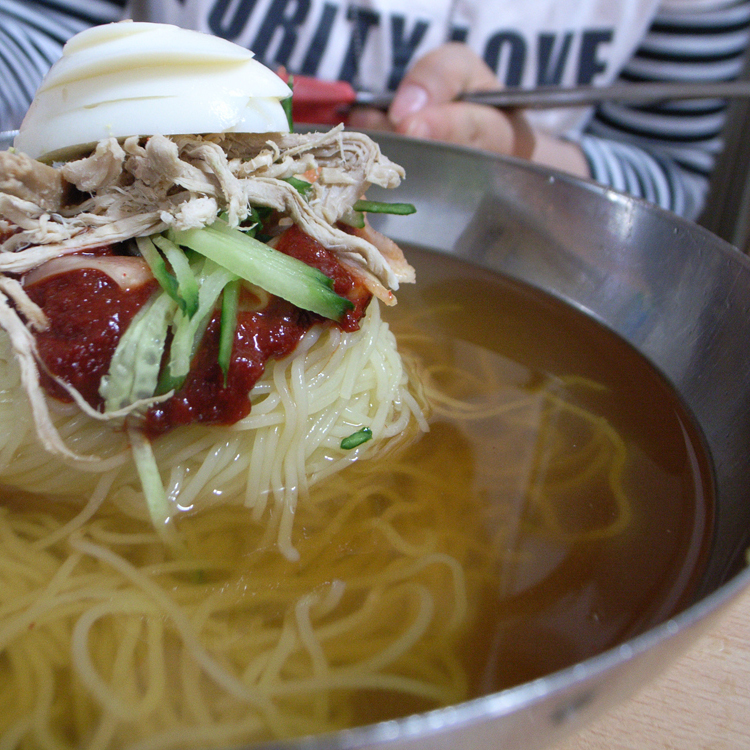
Milmyeon.

- Bibim guksu, fideos finos de harina de trigo servidos con una salsa picante hecha con gochujang y vinagre. Se añade medio huevo duro, pepino cortado fino y a veces kimchi picado como guarnición.
- Makguksu, sopa de fideos de alforfón, especialmente popular en la provincia de Gangwon y su capital, Chuncheon.
- Naengmyeon, fideos finos de alforfón servidos en una sopa fría o con una salsa a base de gochujan. Los fideos y diversas verduras son removidos juntos por el comensal. Es originalmente un plato de invierno, y una especialidad local de la región de Ibuk (이북지방, actualmente la región de Corea del Norte).
  - Mul naengmyeon, literalmente ‘fideos con agua fría’. Se sirve en un cuenco con una sopa fría ácida hecha de caldo de ternera y dongchimi. Puede añadirse vinagre y una salsa de mostaza para darle sabor.
  - Bibim naengmyeon, literalmente ‘fideos fríos mezclados’. Se sirve sin caldo pero mezclado con la salsa picante y ácida llamada chogochujang, hecha de gochujang, vinagre y azúcar.
- Jjolmyeon (쫄면), parecido al bibim naengmyeon, pero los fideos son más masticables.
- Milmyeon (밀면), un plato único de Busán, derivado del naengmyeon.
- Kong guksu, fideos de harina de trigo en un cuenco de caldo frío de leche de soja.
- Jatguksu (잣국수), fideos de harina de trigo o alforfón en un cuenco de caldo frío hecho de piñones molidos y agua. Es una especialidad local de Gapyeong (provincia de Gyeonggi). La receta es bastante parecida a la del kongguksu, pero el plato tiene un sabor más claro y sabroso.[15]
- Dongchimi guksu (동치미국수), fideos de trigo o alforfón en un cuenco de dongchimi frío.

### Fideos instantáneos
- Ramyeon, parecidos a los fideos ramen japoneses, pero condimentados habitualmente al estilo coreano.
  - Shin Ramyun, literalmente ‘fideos picantes’, una marca popular de ramyeon en Corea del Sur.